# US Open 2014 – čtyřhra vozíčkářek
Obhájcem titulu soutěže čtyřhry vozíčkářek na newyorském US Open 2014 byla druhá nasazená dvojice Jiske Griffioenová a Aniek van Kootová z Nizozemska.
Soutěž vyhrál nejvýše nasazený japonsko-britský pár složený z 20leté Jui Kamidžiové a 22leté Jordanne Whileyové, které ve finále porazily Nizozemky Griffioenovou a van Kootovou po třísetovém průběhu 6–4, 3–6 a 6–3.
Obě šampiónky tak ve čtyřhře získaly premiérový titul z Flushing Meadows a celkově čtvrtý grandslamový. Zkompletovaly tím čistý grandslam, když v předchozí části sezóny 2014 triumfovaly i na zbylých třech majorech – Australian Open, French Open a ve Wimbledonu. Do žebříčku okruhu NEC Tour si každá z nich připsala 800 bodů.

## Nasazení párů
1. Jui Kamidžiová /  Jordanne Whileyová (vítězky)
2. Jiske Griffioenová /  Aniek van Kootová (finále)

## Pavouk
| Legenda                                                       |                                                                        |                                                   |
| - Q – kvalifikant - WC – divoká karta - LL – šťastný poražený | - Alt – náhradník - SE – zvláštní výjimka - PR/SR – žebříčková ochrana | - w/o – bez boje - r – skreč - d – diskvalifikace |

|  | Semifinále | Semifinále                           | Semifinále                           | Semifinále | Semifinále |   |                                      | Finále | Finále | Finále | Finále | Finále |
|  |            |                                      |                                      |            |            |   |                                      |        |        |        |        |        |
|  | 1          | Jui Kamidžiová Jordanne Whileyová    | w/o                                  |            |            |   |                                      |        |        |        |        |        |
|  |            | Sabine Ellerbrock Kgothatso Montjane |                                      |            |            |   |                                      |        |        |        |        |        |
|  |            | 1                                    | Jui Kamidžiová Jordanne Whileyová    | 6          | 3          | 6 |                                      |        |        |        |        |        |
|  |            |                                      |                                      |            |            | 6 |                                      |        |        |        |        |        |
|  |            | 2                                    | Jiske Griffioenová Aniek van Kootová | 4          | 6          | 3 |                                      |        |        |        |        |        |
|  |            | 2                                    | Jiske Griffioenová Aniek van Kootová | 4          | 6          | 3 | Marjolein Buisová Sharon Walravenová | 0      | 3      |        |        |        |
|  |            |                                      |                                      |            |            |   | Marjolein Buisová Sharon Walravenová | 0      | 3      |        |        |        |
|  | 2          | Jiske Griffioenová Aniek van Kootová | 6                                    | 6          |            |   |                                      |        |        |        |        |        |